# 不丹文学
不丹文学使用多种语言书写，包括尼泊尔语和宗喀语等等，其历史可追溯至1950年代。早期，不丹文学主要围绕宗教教义，如今则更侧重于民间故事。

## 发展史
不丹的文学始于1950年代。它内容丰富，充满了民间传说，但由于缺乏阅读文化，其发展速度相较于其他同时代文学而言非常缓慢。
越来越多的新作家致力于创作短篇小说和诗歌。传统的不丹文学更多地包含佛教的教义和经文，并且拥有撰写杰堪布（宗教领袖）和德布王（世俗统治者）传记的丰富传统。

## 语言
在不丹，人们使用18种不同的语言；其中只有宗喀语拥有本土的书面文学传统。其他文学语言，如尼泊尔语和雷布查语，在不丹自身的文学中并不突出。在不丹西部，主要语言是宗喀语；在东部是仓洛语；而在南部带状区域则是尼泊尔语。此外还存在几种重要的区域性语言。
宗喀语是古藏语（Chöke）的衍生语言，在1960年代早期之前，古藏语一直是不丹的教育语言。
1962年，不丹开始在印度噶伦堡（Kalimpong）的玛迪（Madi）印刷厂出版《昆色尔》（Kuensel，第一份全国性报纸），不丹的尼泊尔语文学借此机会扩展了空间。在那个时期，主要来自噶伦堡和大吉岭（Darjeeling）的作家所撰写的尼泊尔语文章常常发表在《昆色尔》上。这激发了说尼泊尔语的不丹南部居民对尼泊尔文学的兴趣。
进入21世纪，亦出现了昆桑·乔登这样的英语作家。